# 이온 (비극)
《이온》(고대 그리스어: Ἴων, Iōn)은 에우리피데스가 쓴 고대 그리스 비극 작품이다. 아테나이의 왕 에렉테우스의 딸 크레우사와 그녀가 아폴론(포이보스) 사이에 낳아서 버린 자식 이온의 기묘한 재회와 화해 이야기가 델포이의 신탁소를 무대로 그려진다. 작품이 쓰여진 정확한 연대는 알 수 없지만, 기원전 410년경으로 추정된다.

## 등장 인물
- 이온 - 아폴론과 크레우사의 아들
- 헤르메스 - 신들의 사자
- 크레우사 - 에렉테우스의 딸, 이온의 어머니
- 코러스 - 크레우사의 하녀들
- 크수토스 - 크레우사의 남편
- 노인 - 크레우사의 아버지 에렉테우스의 가정교사
- 크레우사의 하인
- 퓌티아 - 델포이의 예언녀
- 아테네 - 지혜·전쟁·직물·요리·도기·문명의 여신, 아테나이의 수호 여신